# Тихон (Клитин)
Епископ Тихон (в миру Павел Семёнович Клитин; 1835, Смоленская губерния — 5 [17] декабря 1896, Полтава) — епископ Русской православной церкви, епископ Оренбургский и Уральский. Библеист, духовный писатель.

## Биография
Родился в 1835 году в семье священника в селе Язвены, Юхновского уезда, Смоленской губернии.
В 1855 году окончил Смоленскую духовную семинарию.
15 июля 1860 году был определён в число братии Ордынской Поречской пустыни и назначен учителем и регентом певчих Смоленского архиерейского дома.
13 августа 1862 года пострижен в монашество, 26 сентября рукоположен во иеродиакона, а 22 октября — во иеромонаха.
В 1863 году поступил в Санкт-Петербургскую духовную академию, которую окончил в 1867 году и был назначен и.д. бакалавра Казанской духовной академии; затем был в ней профессором по кафедре Св. Писания.
В 1870 году получил степень магистра богословия.
19 апреля 1875 года возведён в сан архимандрита; с 9 июля — ректор Самарской семинарии.
С 28 сентября 1882 года — настоятель Черниговского Елецкого монастыря; 27 мая 1885 года переведён в Домницкий монастырь. С 21 марта 1888 года — настоятель Новгород-Северского Преображенского монастыря.
С 21 февраля 1891 года — член Санкт-Петербургского духовного цензорного комитета.
26 апреля 1892 года хиротонисан во епископа Муромского, викария Владимирской епархии. С 30 ноября 1895 года — епископ Прилукский, викарий Полтавской епархии. С 15 ноября 1896 года назначен епископом Оренбургским и Уральским, но по своему болезненному состоянию не смог выехать к месту своего нового служения и скончался в Полтаве 5 (17) декабря 1896 года в возрасте. Погребение состоялось в холодном соборе Полтавского Крестовоздвиженского монастыря.

## Сочинения
- Статьи (библиографии): на сочинение проф. А. В. Вадковского: «О двух посланиях св. апостола Павла к Тимофею» // «Православный собеседник. — 1870.
- «Статьи на сочинение проф. Порфирьева»: «Апокрифические сказания о ветхозаветных лицах и событиях» // «Православный собеседник. — 1873.
- «О вариантах в книгах Нового Завета» // «Православный собеседник. — 1871.
- Опыт объяснения книг Священного Писания из записок на книгу «Исход» // «Православный собеседник. — 1874.